# Parajurist

## Parajuriști în Republica Moldova
Parajurist este o persoană care deși nu practică o activitate de avocat, poate acorda confidențial consiliere sfătuire în clarificare unor subiecte juridice și procedurale  persoanelor ce solicită acest lucru. Parajuristul se bucură de apreciere în comunitatea locală a solicitantului, și poate avea studii juridice incomplete sau studii superioare complete. El nu practică activitatea specializată de avocat și după o instruire specială, este împuternicit să acorde asistență juridică primară* membrilor unor comunități. Costul serviciilor este asigurat din contul mijloacelor destinate acordării de asistență juridică garantată de stat, conform unui regulament referitor la statutul și la calificarea parajuriștilor.
Parajuriștii, momentan, activează în cadrul unui proiect pilot pentru testarea mecanismului de acordare a asistenței juridice primare. Rezultatele testării vor fi folosite pentru întemeierea unui sistem de asistență juridică primară parajuridică pe întreaga țară Republica Moldova.

## Domenii de implicare a parajuriștilor
Un parajurist poate oferi informații, consultații generale și sfaturi în probleme juridice simple, elementare, dar fără a scrie cereri sau alte documente / acte, și fără să reprezinte direct interesele persoanei în instanță de judecată sau în fața organelor administrației de stat. Deseori, parajuristul poate ajuta persoane interesate să identifice corect organul competent care este responsabil să soluționeze problemele celor care s-au adresat după un sfat (consiliere). 

## Forme procedurale, și cum acordă parajuristul asistență juridică primară
Cel interesat (omul cu problema) se adresează parajuristului și, în funcție de problemă, poate primi răspunsul imediat sau ulterior, în cel mult de trei zile. Parajuriștii dau răspunsuri numai la subiectele pe care le cunosc, la subiectele la care au fost instruiți. Parajuriștii păstrează confidențialitatea informațiilor obținute de la persoanele contactate în context. Membrii comunității ce apelează la consilierea parajuriștilor, nu plătesc pentru sfaturile, consultațiile primite.

## Mod de asigurare a calității asistenței juridice primare
Parajuriștii activează în baza Legii cu privire la asistența juridică garantată de stat nr.198-XVI din 26.07.2007 și a regulilor aprobate de către Consiliul Național pentru Asistență Juridică Garantată de Stat. Înainte de a începe activitatea, fiecare parajurist este instruit după un program amplu, care include soluții la cele mai frecvente probleme din comunitate. Parajuristul formulează și verifică răspunsurile oferite beneficiarului în baza ghidurilor practice elaborate de către juriști calificați (oameni cu experiență în domeniu și profesori de drept). Fiecare parajurist ține registre și o evidență strictă a asistenței primare acordate. Adițional, există o procedură întreagă de raportare a activității, de monitorizare și verificare a modalității de activitate a parajuristului și a conținutului consultațiilor acordate

## Acte normative pentru parajuriști în Republica Moldova
1. Legea Nr. 198 din 26.07.2007 cu privire la asistența juridică garantată de stat (http://lex.justice.md/index.php?action=view&view=doc&lang=1&id=325350 Arhivat în 18 august 2012, la Wayback Machine.);
2. Regulamentul de activitate al parajuriștilor, Aprobat prin Hotărârea Consiliului Național pentru Asistență Juridică Garantată de Stat nr. 5 din 15 iunie 2011, Înregistrat la Ministerul Justiției cu nr. 865 din 29 decembrie 2011 (http://lex.justice.md/index.php?action=view&view=doc&lang=1&id=341880 Arhivat în 4 martie 2016, la Wayback Machine.).

## Primii parajuriști din Republica Moldova
Primii parajuriști din R. Moldova au început să activeze începând cu 01.11.2010 în cadrul Proiectului “Asigurarea Bunei Guvernări prin Sporirea Participării Publice”, Componenta “Abilitarea Juridică a Comunităților Rurale prin Intermediul unei Rețele de Parajuriști Comunitari” – Implementat de Fundația Soros-Moldova  cu sprijinul financiar al guvernului Suediei (Sida), în colaborare cu Ministerul Justiției al R.M., Ministerul Muncii, Protecției Sociale și Familiei al R.M. și Consiliul Național pentru Asistență Juridică Garantată de Stat.
Lista primilor parajuriști din Republica Moldova
| Nr. | Numele, Prenumele     | Localitatea                |
| --- | --------------------- | -------------------------- |
| 1   | Svetlana Lungu        | Opaci, Căușeni             |
| 2   | Lilia Mărcuță         | Măcărești, Ungheni         |
| 3   | Ala Tărăburcă         | Alexandru Ioan Cuza, Cahul |
| 4   | Natalia Constantinova | Crocmaz, Ștefan-Vodă       |
| 5   | Angela Popescu        | Vărzăreștii Noi, Călărași  |
| 6   | Viorica Chirnicinîi   | Logănești, Hîncești        |
| 7   | Violetta Odagiu       | Fundurii Vechi, Glodeni    |
| 8   | Lina Bădărău          | Mîndrești, Telenești       |
| 9   | Olesea Gherman        | Călinești, Fălești         |
| 10  | Victoria Dvorschi     | Grimăncăuți, Briceni       |
| 11  | Aliona Gaiduc         | Hăsnășenii Mari, Drochia   |
| 12  | Tatiana Brătușanu     | Borogani, Leova            |
| 13  | Liuba Macovei         | Țiganca, Cahul             |
| 14  | Xenia Axente          | Ciorești, Nisporeni        |
| 15  | Nicolae Moraru        | Cruglic, Criuleni          |
| 16  | Evsei Tîltu           | Badiceni, Soroca           |
| 17  | Ion Popușoi           | Alcedar, Șoldănești        |
| 18  | Svetlana Carastan     | Slobozia Mare, Cahul       |
| 19  | Ana Stratova          | Congaz, Comrat             |
| 20  | Daniela Ștepliuc      | Frasin, Dondușeni          |
| 21  | Nicolae Ilco          | Balăsinești, Briceni       |
| 22  | Doina Demian          | Baraboi, Dondușeni         |
| 23  | Victor Puica          | Seliște, Nisporeni         |
| 24  | Iulian Crîșmaru       | Ciorești, Nisporeni        |
| 25  | Vasile Rusu           | Oxentea, Dubăsari          |
| 26  | Andrei Borzac         | Ciutulești, Florești       |
| 27  | Dorin Rusu            | Bahrinești, Florești       |
| 28  | Elena Coropceanu      | Tomai, Leova               |
| 29  | Svetlana Oprea        | Cioara, Hâncești           |
| 30  | Dmitri Grinciuc       | Zabriceni, Edineț          |
| 31  | Constantin Bocancea   | Taraclia, Căușeni          |